# Dorfkirche Müggelheim

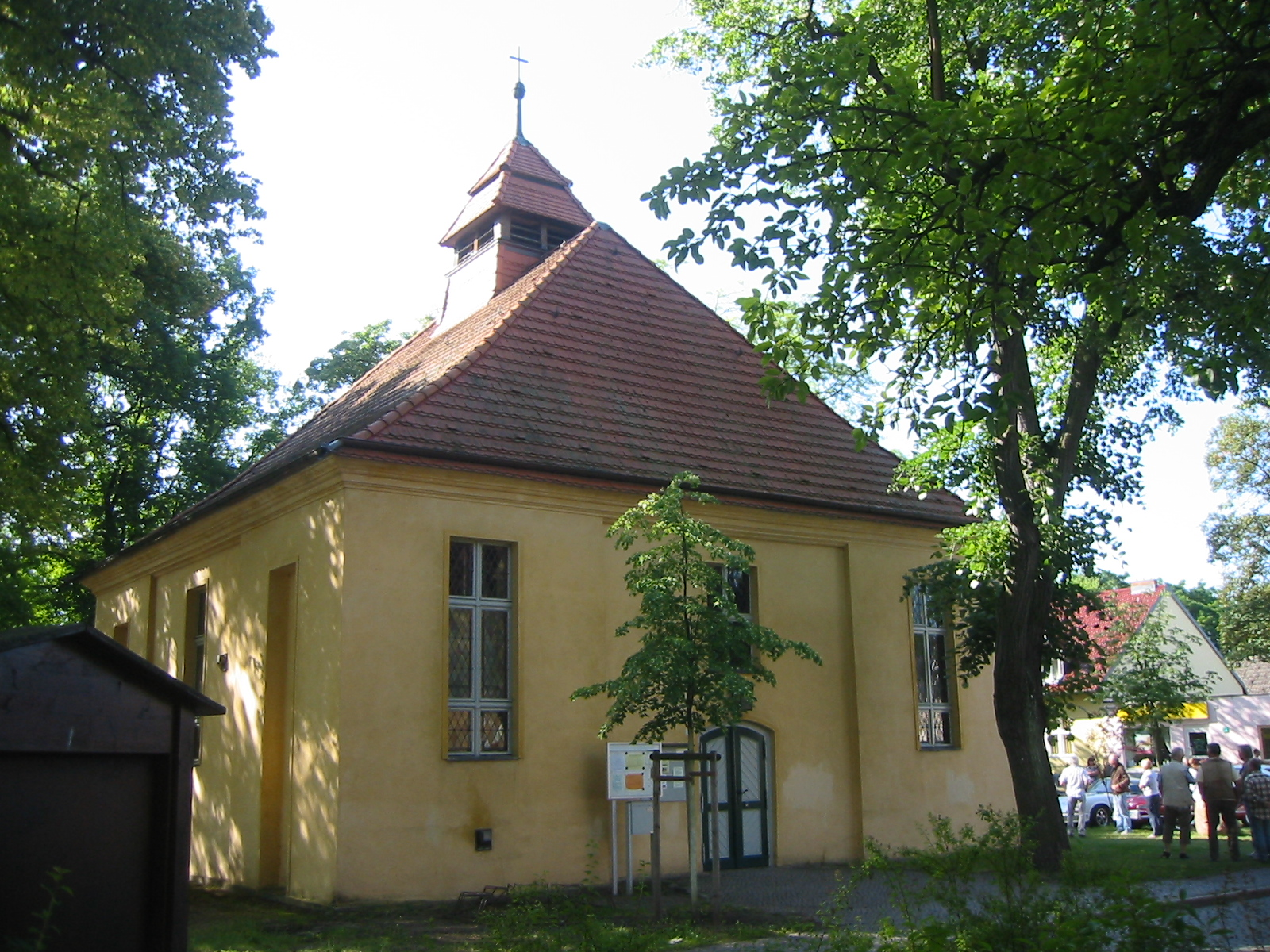
Dorfkirche Müggelheim

Die evangelische Dorfkirche Müggelheim im Berliner Ortsteil Müggelheim ist eine der über 50 unter Denkmalschutz stehenden Dorfkirchen in Berlin. Sie entstand von 1803 bis 1804 nach Plänen des Architekten Thile (unter der Leitung des Baumeisters Berger) und ist Teil des denkmalgeschützten Ensembles Alt-Müggelheim 1–22.
Sie gehört mit ihren kleinen Dimensionen, ihrer Schlichtheit und der Prägung durch die ländlich-dörfliche Umgebung zu den neuzeitlichen Dorfkirchen.

## Gemeinde

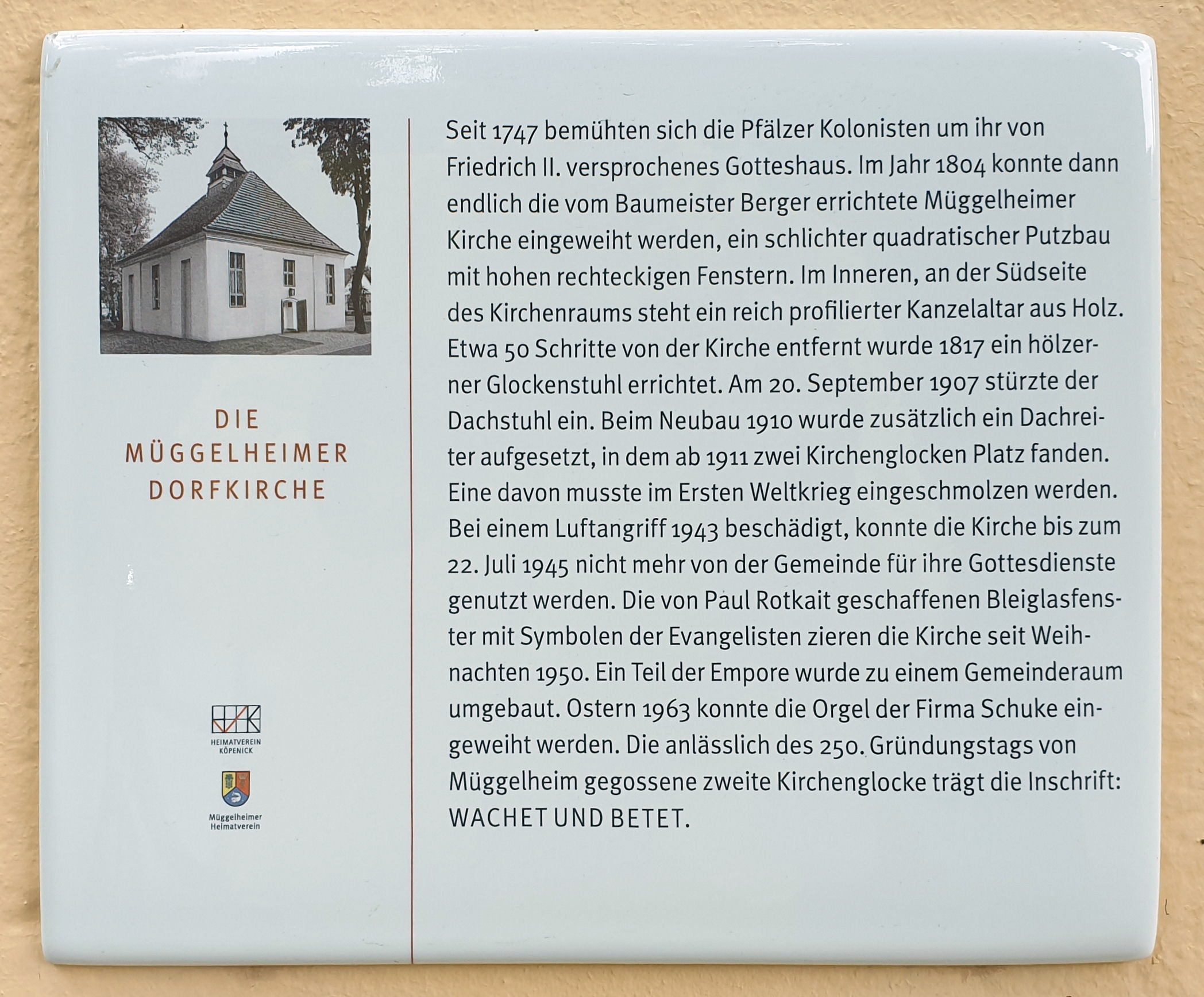
Gedenktafel an der Dorfkirche

Die Müggelheimer Kolonisten stammten aus Pfalz-Zweibrücken, waren daher reformiert und hatten den Heidelberger Katechismus in Gebrauch. Nach dem Siebenjährigen Krieg erhielt Müggelheim ein eigenes Schulhaus, dessen größter Raum bis zum Bau der Kirche auch als Betstube für die Gottesdienste diente. Ab 1765 war das Dorf als Filialgemeinde der Hof- und Schlossgemeinde in Köpenick angeschlossen. Nach der 1817 von Friedrich Wilhelm III. verordneten Union setzte sich spätestens seit Anfang der 1830er Jahre der Kleine Katechismus und damit wie in der Schlosskirchengemeinde die unierte Ausrichtung durch. Die Gemeinde blieb weiterhin der Schlosskirchen-Parochie zugeordnet. 1935 beschloss der Gemeindekirchenrat die Umbenennung von „reformierte“ in „evangelische“ Kirchengemeinde, behielt aber weiter die Betreuung durch die Schlossgemeinde bei. In diese Zeit fällt auch die Zugehörigkeit zur Bekennenden Kirche.
Am 17. Oktober 1937 wurde vom Gemeindekirchenrat beschlossen, die Selbständigkeit als Kirchengemeinde durch den entsprechenden Antrag beim Konsistorium anzustreben. Nach einer Ablehnung wurde der Antrag im März 1946 wiederholt und war mit der Erklärung zur Pfarrgemeinde ab 1. Januar 1947 schließlich erfolgreich.
Liste der Pfarrer und der Pfarrerin:
- 1947–1952 Richard Bartz (* 22. März 1903; † 19. August 1988)[6]
- 1952–1960 Andreas Pensky (* 6. März 1914; † 8. März 1988)
- 1961–1974 Bernhard Rogge (* 11. Januar 1907; † 5. März 1987)
- 1974–1977 Reinhardt Richter (* 10. September 1928; † 29. Februar 2004)
- 1977–2008 Siegfried Menthel (* 27. Mai 1943; † 27. Juni 2022)[7]
- seit 200800 Anke Schwedusch-Bishara[8]

## Geschichte

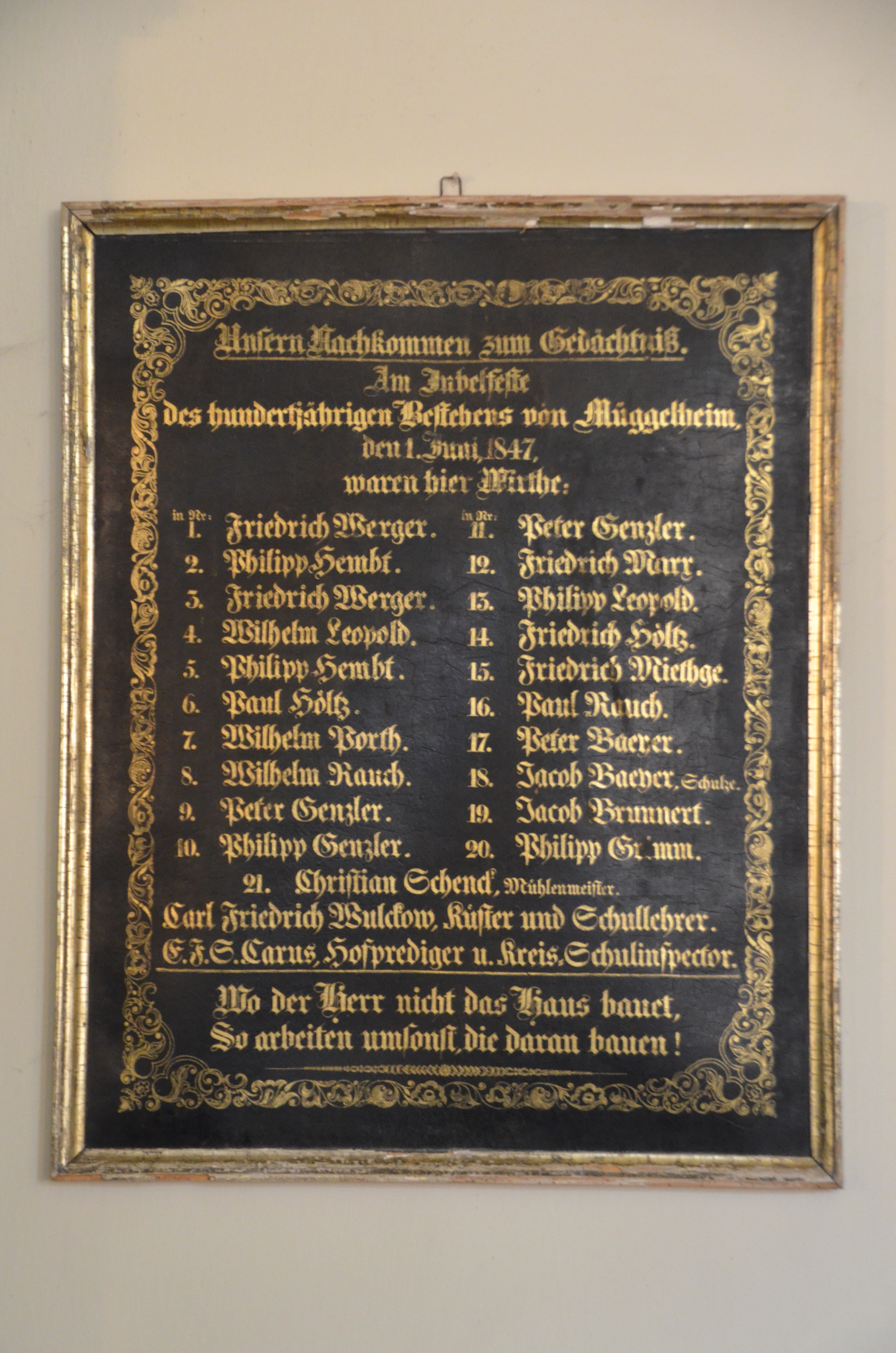
Gedenktafel zur 100-Jahr-Feier Müggelheims

Die Kirche wurde nach zweijähriger Bauzeit am 1. Juli 1804 eingeweiht. 1847 brachte man zur 100-Jahr-Feier Müggelheims eine Gedenktafel an die Gründer Müggelheims an.
Im Jahr 1908 stürzte der Dachstuhl ein, der bis 1910 erneuert wurde. Im Zuge dieser Baumaßnahmen erhielt die Kirche einen Dachreiter, in dem 1911 zwei Bronzeglocken aufgehängt wurden. 1938 wurde sie unter Denkmalschutz gestellt. Im Zweiten Weltkrieg wurde die Kirche 1943 beschädigt und zunächst als Möbellager genutzt. 1950 erhielt sie bleiverglaste Fenster von Paul Rotkait aus Altglienicke. 1962 erfolgte ein Umbau zu einer beheizbaren Winterkirche. 1963 wurde mit dem Einbau einer Orgel der Firma Schuke aus Potsdam begonnen, die Ostern 1964 eingeweiht wurde.
Zum Ortsjubiläum im Jahr 1997 erhielt sie wieder eine zweite Glocke, nachdem seit dem Ersten Weltkrieg nur eine Glocke im Dachreiter gehangen hatte. Die Dorfkirche wird heute unter anderem für Konzerte genutzt.
In der Nacht vom 22. zum 23. Januar 2014 wurde ein Brandanschlag auf das Gebäude verübt, bei dem auch einige der bleiverglasten Fenster beschädigt wurden.

## Bauwerk
Das im klassizistischen Stil errichtete Bauwerk ist ein für den protestantisch-reformierten Kirchenbau typischer Zentralbau, der die Kanzel wegen der Predigt („allein durch die Schrift“) zwecks besserer Hörbarkeit  möglichst nahe in die Mitte der Kirche und die Stühle der Gottesdienstteilnehmer möglichst nahe an die Kanzel rücken will. Der Kanzelaltar befindet sich entgegen der sonst üblichen Ost-Ausrichtung an der südwestlichen Seite der Kirche. Sie hat einen schlichten, quadratischen Grundriss. Das Mauerwerk ist verputzt und weist drei Achsen auf. Die hohen rechteckigen Fenster folgen dem Muster des Quersaalbaues des 17. Jahrhunderts für evangelische und reformierte Kirchen. Es gibt Emporen und zwei Zugänge. Die Kirche hat ein Walmdach. Im Inneren ist der Bau mit einer Flachdecke auf vier Holzsäulen ausgestaltet. Zur Innenausstattung gehört seit März 2021 das Gemälde „Christus am Kreuz“ von Harald K. Schulze.
Gemeinsam mit der Dorfkirche Zehlendorf und der Dorfkirche Buch sind sie die einzigen Zentralbauten unter den Dorfkirchen in Berlin, wobei aber Zehlendorf und Buch mittelalterliche Vorgängerbauten hatten.

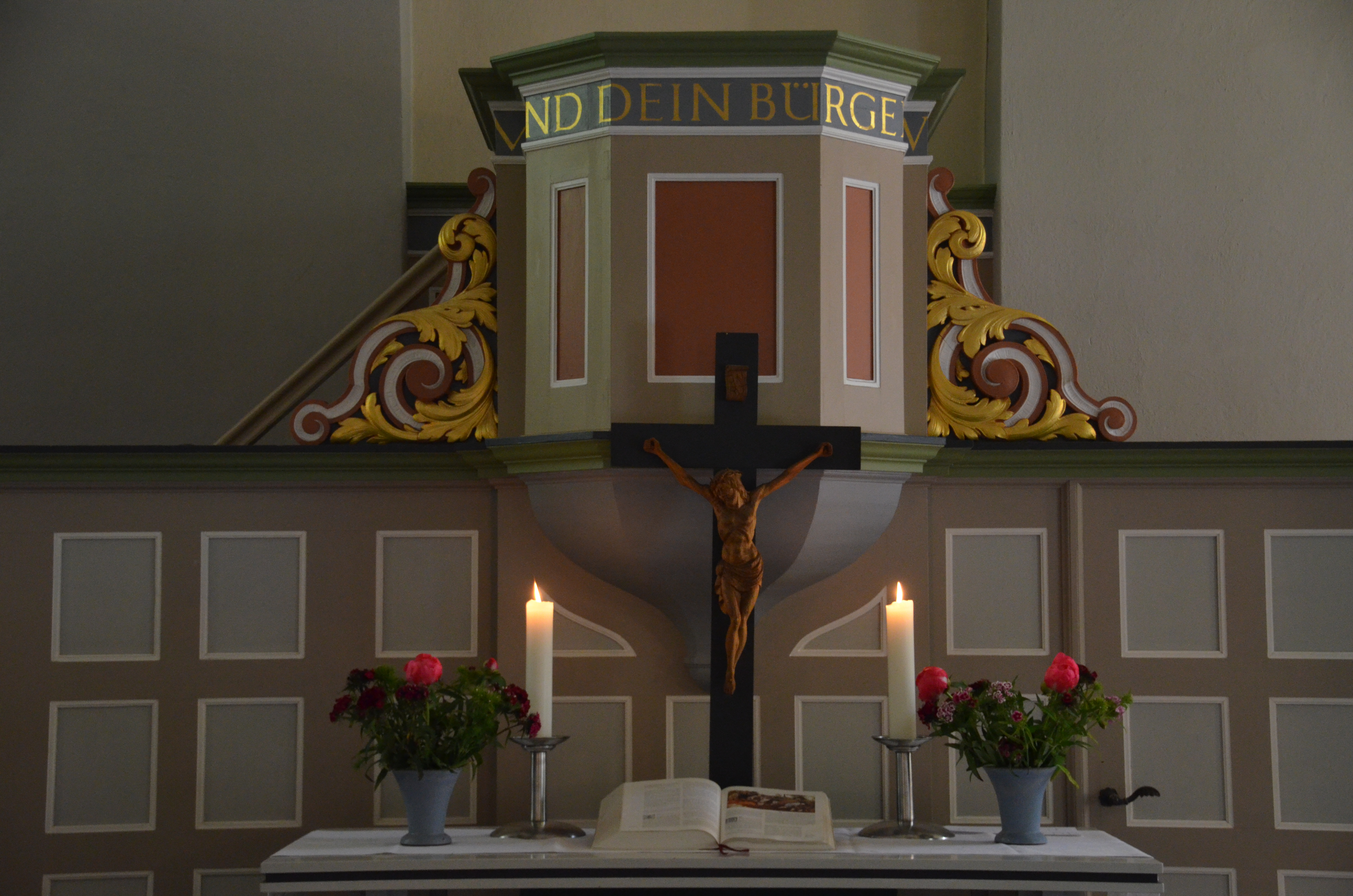
Altar
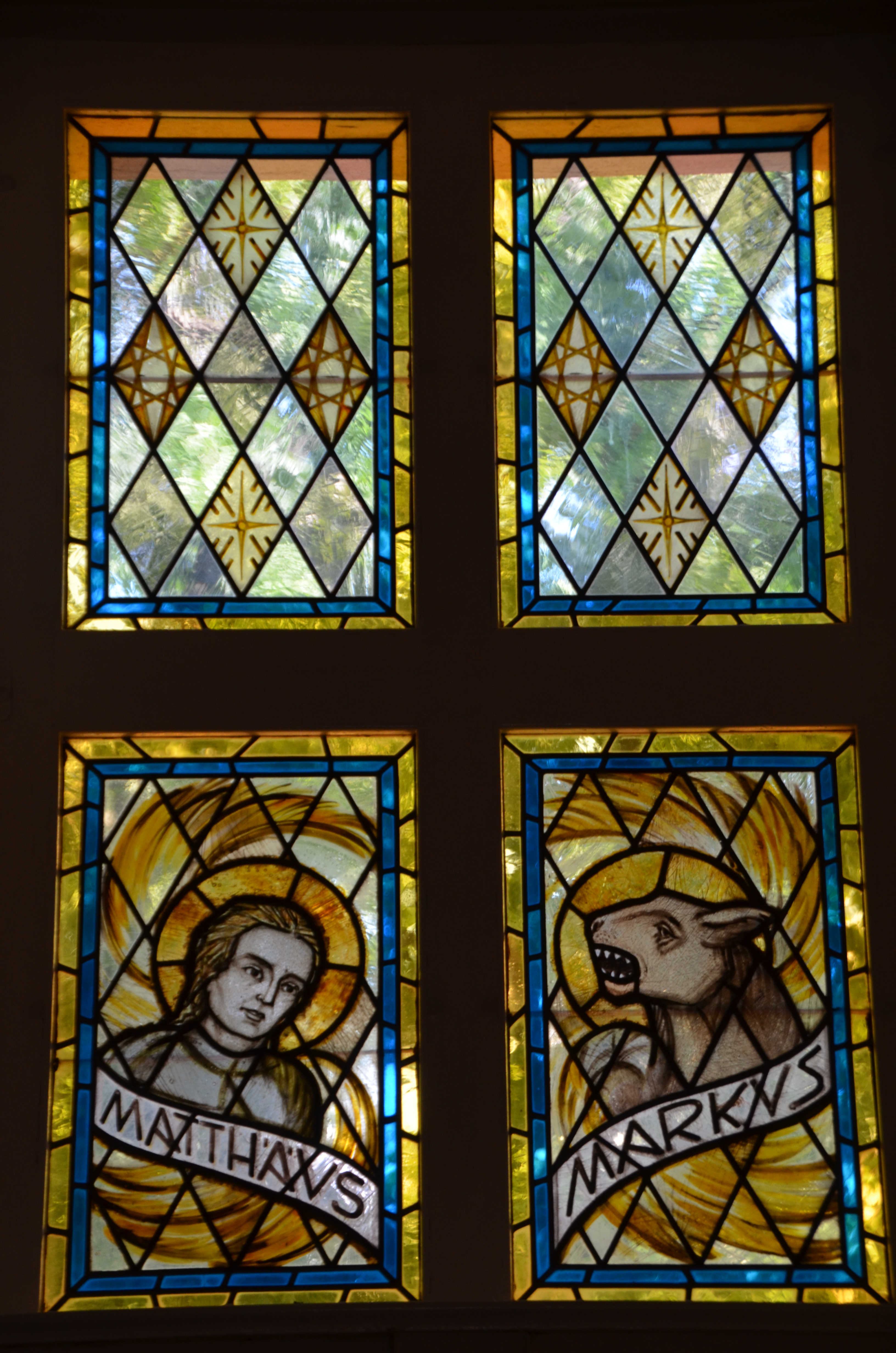
Fenster mit symbolischen Darstellungen der Evangelisten Matthäus und Markus
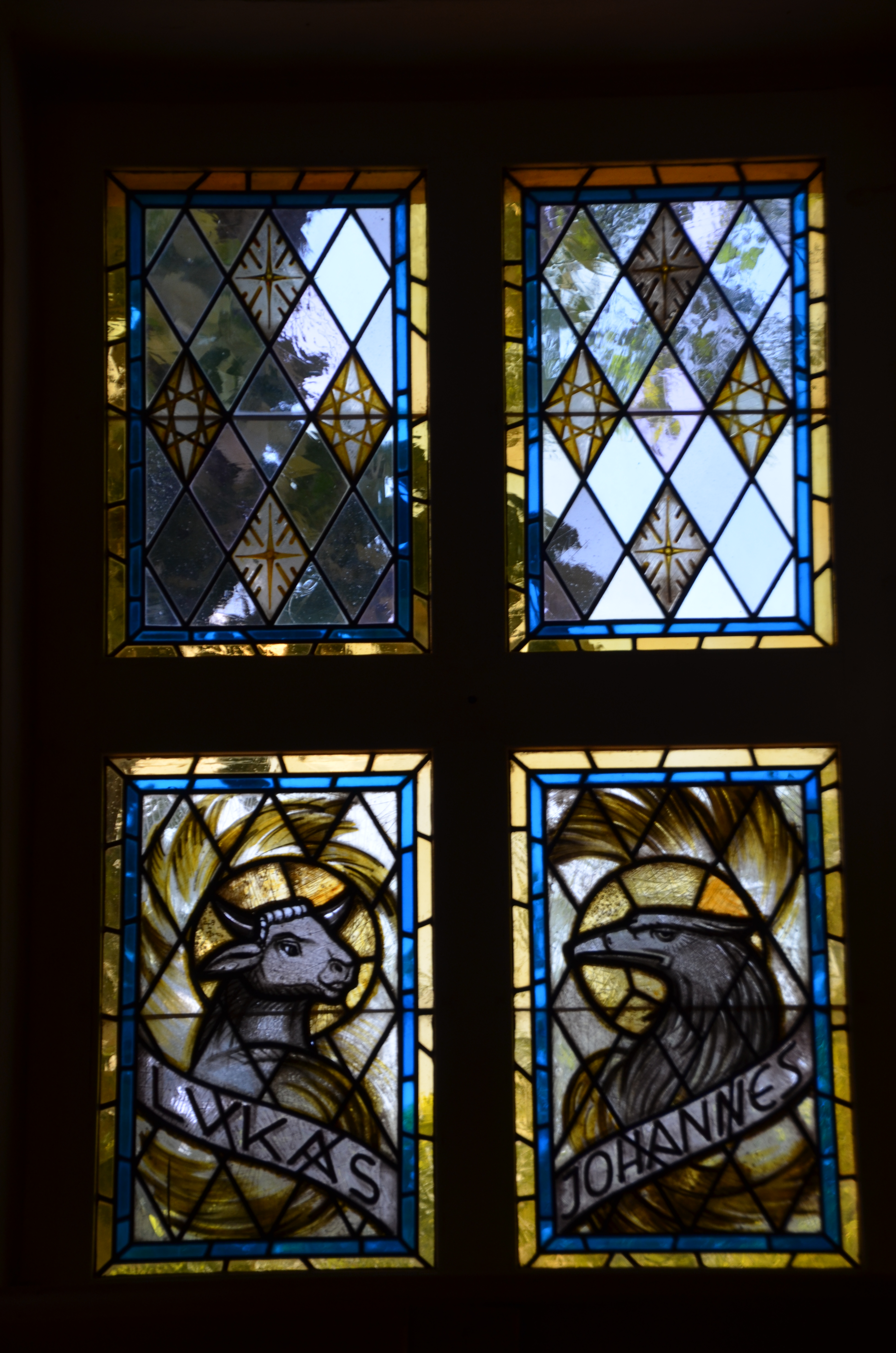
Fenster mit symbolischen Darstellungen der Evangelisten Lukas und Johannes
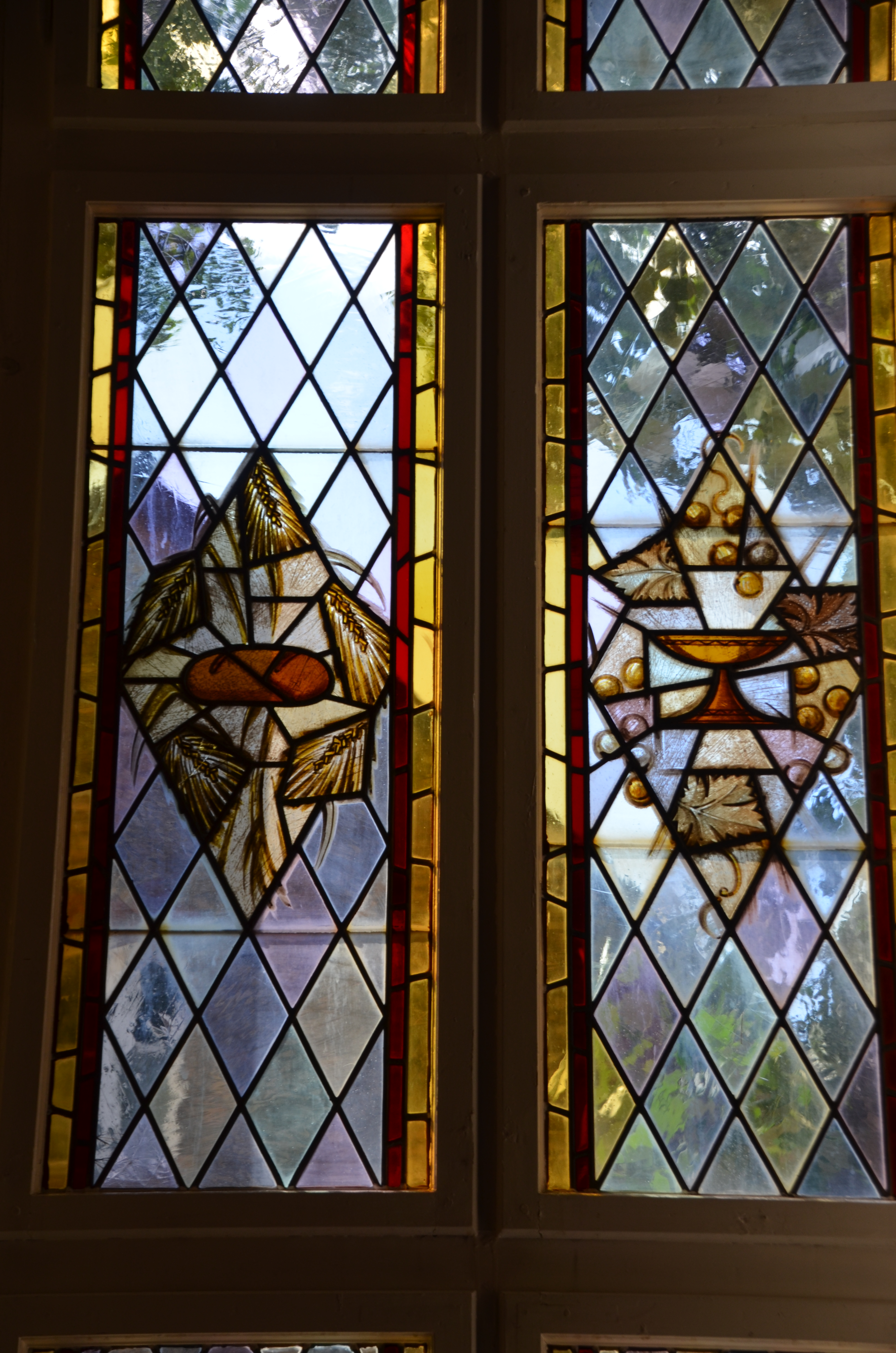
Fenster mit Brot und Abendmahlskelch